# Сигнал (журнал, 1940—1945)

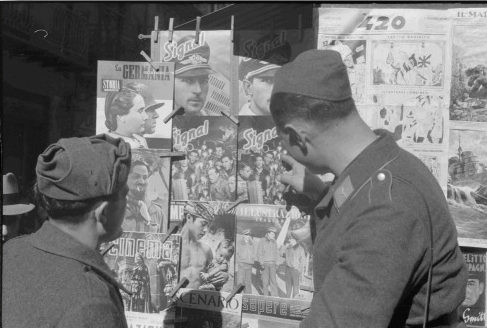
Продажа в Палермо, лето 1941

Сигнал (нем. Signal) — журнал, предназначенный для военнослужащих вермахта, издававшийся с 15 апреля 1940 года до 5 марта 1945 года.

## История

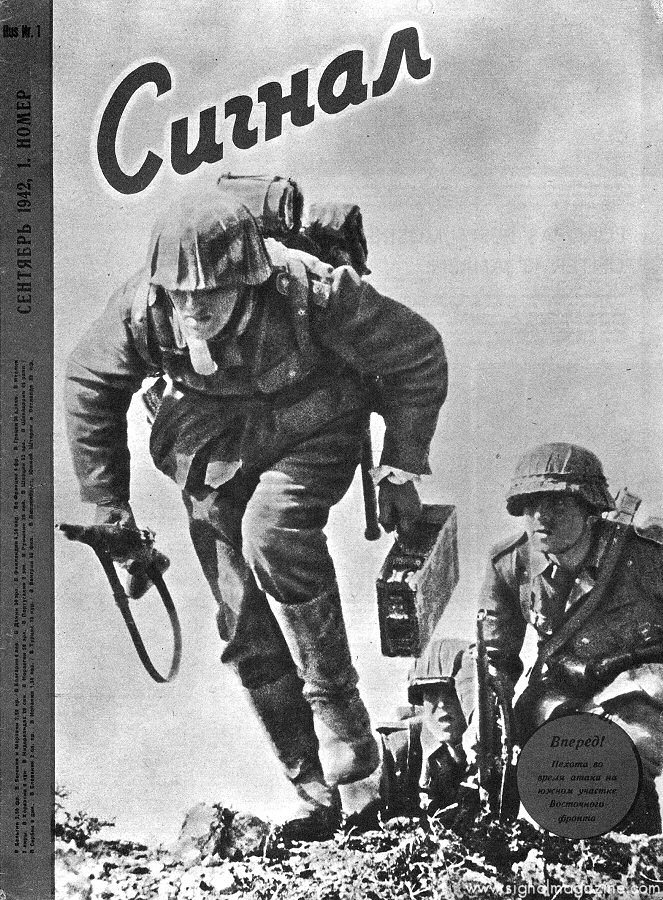
Выпуск на русском языке 1.9.1942

Журнал был глянцевым, иллюстрированным фотографиями и являлся пропагандистским инструментом правительства. Был скопирован с американского журнала «Life». Идея создания родилась у начальника пропаганды вермахта полковника Хассо фон Веделя. Был доступен в США до декабря 1941 года.
Первоначально печатался на 4 языках: немецком, итальянском, французском и английском.
В «Сигнале» описывались действия на фронте, а также в нём печатались статьи об экономике, науке, искусстве и рекламировались известные немецкие концерны. Журнал был главным поставщиком цветных фотографий боевых действий.
Иллюстрировали журнал такие фотографы нацистской Германии, как Бенно Вундсхаммер, Хильмар Пабель, Ханс Хубман или Альфред Тричлер.
Главные редакторы: Харальд Лехенперг (1940—1941), Хайнц Медефинд (1941), Вильгельм Ритц (1942—1944) и Гишелер Вирзинг.
Издавался на следующих языках: немецком, итальянском, английском, французском, датском, голландском, норвежском, испанском, шведском, венгерском, румынском, хорватском, португальском, турецком, иранском, греческом, финском, словацком, сербском, русском, арабском, польском, азербайджанском, татарском, армянском, туркменском и болгарском.